# Ormtjärnen (Grythyttans socken, Västmanland, 662445-143396)
Ormtjärnen är en sjö i Hällefors kommun i Västmanland och ingår i Göta älvs huvudavrinningsområde.